# Gossypianthus
Gossypianthus es un género de plantas fanerógamas  pertenecientes a la familia Amaranthaceae. Comprende 5 especies descritas.

## Taxonomía
El género fue descrito por William Jackson Hooker y publicado en Icones Plantarum 3: pl. 251. 1840. La especie tipo es: Gossypianthus rigidiflorus Hook.

## Especies
- Gossypianthus decipiens (Hook.f.) Kuntze
- Gossypianthus guianensis (Klotzsch) Kuntze
- Gossypianthus jackianus Ekman & Suess.
- Gossypianthus mollis (Hemsl.) Kuntze
- Gossypianthus rigidiflorus Hook.